# Octave Lapize
Octave Lapize, francoski kolesar, * 24. oktober 1887, Montrouge Hauts-de-Seine, † 14. julij 1917, Toul, Meurthe-et-Moselle.
Lapize je bil francoski profesionalni kolesar, najbolj znan po skupni zmagi na kolesarski dirki po Franciji, pred tem dobitnik bronaste medalje na Poletnih olimpijskih igrah 1908 v Londonu na 100-kilometrski preizkušnji. Poleg tega je bil trikratni zmagovalec enodnevne klasične dirke Pariz-Roubaix (1909-1911) kot tudi trikratni francoski državni prvak (1911-1913).
Kot vojaški pilot francoske vojske med prvo svetovno vojno je bil Lapize 28. junija 1917 sestreljen in težko poškodovan v bližini Flireya. Umrl je v bolnišnici v Toulu 14. julija 1917.
Znan je po tem, da je med vožnjo na Col du Tourmalet na Touru 1910 iskal organizatorje Toura in nanje vpil: »Vous êtes des assassins! Oui, des assassins!« (»Vi ste morilci! Ja, morilci!«)

## Dosežki
- 1908

cestna dirka na 100 km na POI 1908 - bronasta medalja
- 1909

Pariz-Roubaix, 1. mesto
- 1910

Tour de France - skupni zmagovalec, 1. mesto v 5, 9, 10 in 14. etapi
Pariz-Roubaix, 1. mesto
- 1911

Pariz-Roubaix, 1. mesto
Pariz-Tours, 1. mesto
Pariz-Bruselj, 1. mesto
Francosko državno prvenstvo, 1. mesto
- 1912

Tour de France, zmaga v 6. etapi
Pariz-Bruselj, 1. mesto
Francosko državno prvenstvo, 1. mesto
- 1913

Pariz-Bruselj, 1. mesto
Francosko državno prvenstvo, 1. mesto
- 1914

Tour de France, zmaga v 8. etapi